# Трошківська сільська рада
Тро́шківська сільська рада — колишня адміністративна одиниця у складі Сарапульського району Удмуртії. Адміністративний центр — присілок Трошки.
Точної дати утворення сільради невідомо, вперше вона згадується в постанові ВЦВК від 7 грудня 1934 року, коли була передана у складі Сарапульського району Свердловської області до складу Кіровської області. 1937 року постановою ВЦВК від 22 жовтня сільрада у складі Сарапульського району була включена до складу Удмуртської АРСР. Згідно з указом президії ВР РРФСР від 7 березня 1939 року сільрада була віднесена до складу Камбарського району. Тоді сільрада включала в себе присілки Трошки, Боярка (Петриково), Ветлянки (Чечкури), Костоватово (Опиліха), Кухтіно, Тауни. Указом президії ВР Удмуртської АРСР від 4 квітня 1950 року до сільради був включений виселок Петровка Галановської сільради. Станом на 1955 рік в складі сільради перебували присілки Кухтіно, Трошки, Костоватово, Петровський, Ветлянка, Боярка, Тауни. Указом президії ВР Удмуртської АРСР від 25 березня 1959 року присілки Кухтіно та Петровський (Петровка) були передані до складу Галановської сільради. Згідно з постановою президії ВР Удмуртської АРСР від 8 грудня 1962 року а указом президії ВР РРФСР від 5 березня 1963 року Камбарський район був ліквідований, сільрада передана до складу Сарапульського району. Згідно з указом президії ВР Удмуртської АРСР від 31 травня 1963 року сільрада була включена до складу В'ятської сільради.